# فريمان ثورب
فريمان ثورب (بالإنجليزية: Freeman Thorpe)‏ هو رسام أمريكي، ولد في 1844 في جنيف في الولايات المتحدة، وتوفي في 1922.